# Liste der Baudenkmäler in Eichenau
Auf dieser Seite sind die Baudenkmäler in der oberbayerischen Gemeinde Eichenau zusammengestellt. Diese Tabelle ist eine Teilliste der Liste der Baudenkmäler in Bayern. Grundlage ist die Bayerische Denkmalliste, die auf Basis des Bayerischen Denkmalschutzgesetzes vom 1. Oktober 1973 erstmals erstellt wurde und seither durch das Bayerische Landesamt für Denkmalpflege geführt wird. Die folgenden Angaben ersetzen nicht die rechtsverbindliche Auskunft der Denkmalschutzbehörde.

## Baudenkmäler
| Lage                              | Objekt                                               | Beschreibung | Akten-Nr.             | Bild           |
| --------------------------------- | ---------------------------------------------------- | --- | --------------------- | -------------- |
| Hauptstraße 2 (Standort)          | Katholische Pfarrkirche zu den heiligen Schutzengeln | Neubarocker Saalbau mit seitenschiffartiger Marienkapelle, stark eingezogenem Polygonalchor, angefügter zweigeschossiger Sakristei und südlichem Chorflankenturm mit Zwiebelhaube, Franz Huf, 1926; mit Ausstattung. | D-1-79-118-1 Wikidata | weitere Bilder |
| Hauptstraße 2 (Standort)          | Katholisches Pfarrhaus                               | Zweigeschossiger Putzbau mit Walmdach und stehenden Gauben, Franz Huf, 1926. | D-1-79-118-2 Wikidata | weitere Bilder |
| Roggensteiner Allee 64 (Standort) | Villa Scholl                                         | Zweigeschossiger Putzbau mit Zierfachwerk am Obergeschoss und Krüppelwalmdach, um 1920/30. | D-1-79-118-4 Wikidata | Villa Scholl   |